# Ligne 7 du métro de Barcelone
Pour les articles homonymes, voir Ligne 7.
La ligne 7 (en catalan : Línia 7 del metro de Barcelona, en espagnol : Línea 7 del metro de Barcelona) est l'une des douze lignes du réseau du métro de Barcelone.  Elle est exploitée par les FGC sur la ligne Barcelone - Vallès et dessert plusieurs quartiers de Barcelone.

## Histoire
La ligne 7 du métro de Barcelone est inaugurée le 30 décembre 1953 et ouverte au public le 1er janvier 1954.

## Caractéristiques

### Ligne
La ligne circule selon un axe sud-est/nord-ouest sur les infrastructures de la ligne Barcelone - Vallès sans sortir de Barcelone.

### Stations
|  |   |  | Station            | Communes                          | Correspondances |
|  | - |  | ------------------ | --------------------------------- | --------------- |
|  | ■ |  | Plaça de Catalunya | Barcelone (Eixample)              |                 |
|  | o |  | Provença           | Barcelone (Eixample)              |                 |
|  | o |  | Gràcia             | Barcelone (Gràcia)                |                 |
|  | o |  | Plaça Molina       | Barcelone (Sarrià - Sant Gervasi) |                 |
|  | o |  | Pàdua              | Barcelone (Sarrià - Sant Gervasi) |                 |
|  | o |  | El Putxet          | Barcelone (Sarrià - Sant Gervasi) | (futur)         |
|  | ■ |  | Avinguda Tibidabo  | Barcelone (Sarrià - Sant Gervasi) |                 |

## Exploitation

### Matériel roulant
La ligne est servie par des trains de la série 114.

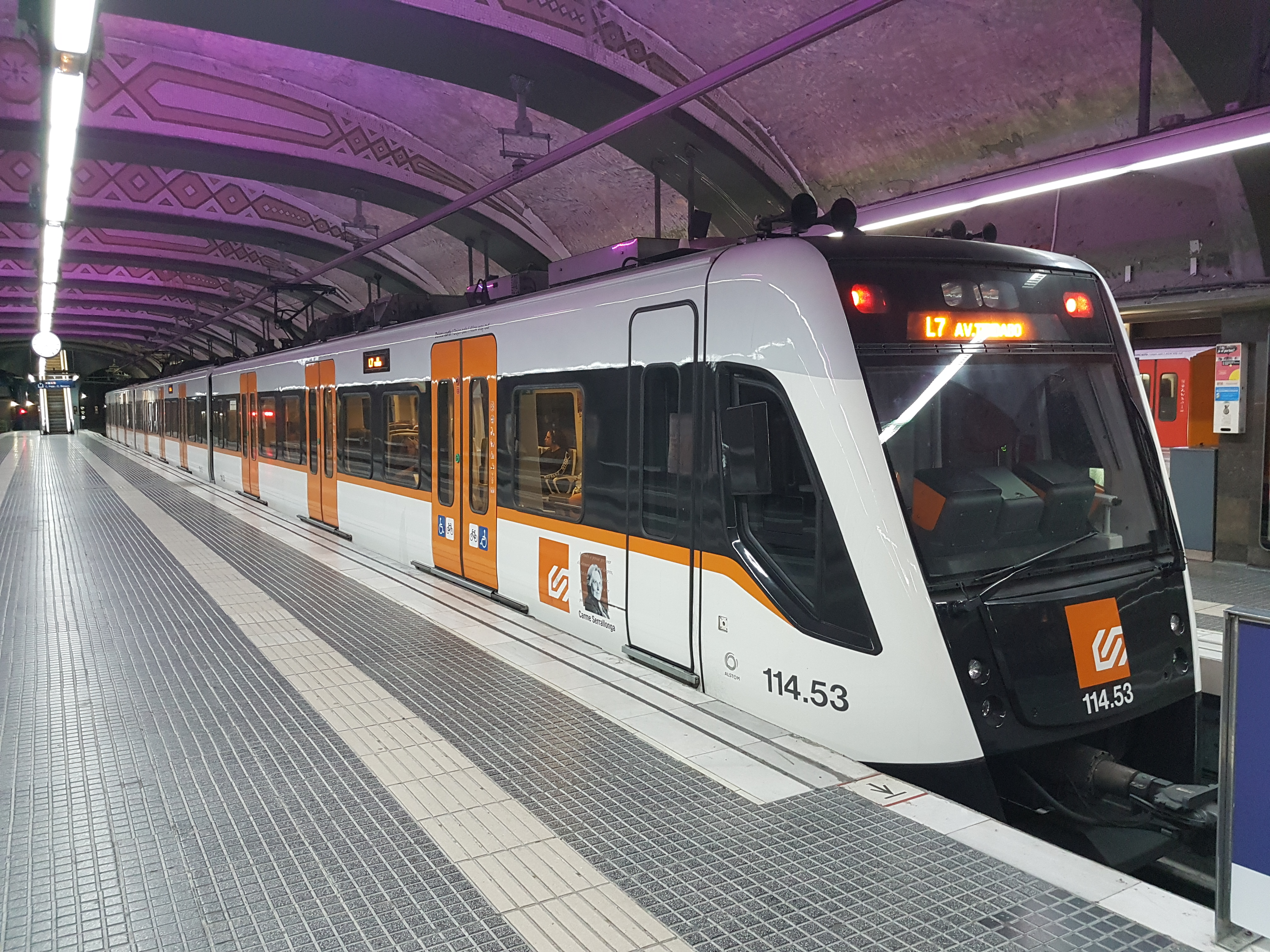
Un train de la série 114 à Plaça Catalunya.